# コタール症候群
コタール症候群（コタールしょうこうぐん、Cotard syndrome）、またはコタール妄想（コタールもうそう、Cotard delusion）は、自分がすでに死亡している、存在しない、腐敗している、または血液や内臓を失っているという妄想的信念を抱く精神障害である。コタール症候群患者100人を対象としたコーホートの分析では、自分の存在を否認する症例が45%の患者に見られる。55%の患者は不老不死の妄想を抱いている。
1880年、神経科医のジュール・コタールは、この症状を重症度の異なる精神症候群である「虚無妄想（Le délire des négations）」と表現した。軽度の症例は絶望と自己嫌悪を特徴とし、重度の症例では否定とうつ病と激しい妄想を特徴とする。コタールが紹介したマドモアゼルXという女性は、体の一部の存在と食事の必要性を否定した。彼女は永遠の地獄に堕ちたことから、自然死はできないと考えていると述べた。彼女は「虚無妄想」に苦しむ過程で餓死した。
コタール症候群は、精神障害の診断と統計マニュアル（DSM）や世界保健機関の疾病及び関連保健問題の国際統計分類（ICD-10）のいずれにも言及されていない。

## その他
日本の医療ドラマ「トップナイフ」第3話にて、「右脳損傷によっておこる珍しい病気の一つ」として取り上げられている。